# I frutti del vento
I frutti del vento (At the Edge of the Orchard) è un romanzo storico della scrittrice Tracy Chevalier. 
Temi centrali sono la natura e la terra, la lotta per ottenerla ed "addomesticarla", anche come quando non da molto. Qui in particolare sono quasi coprotagonisti gli alberi e il rapporto che gli uomini instaurano con essi, seppur in senso lato. 

## Trama
Siccome alcuni anni orsono genitori e fratelli hanno fatto capire James che là non c’è nulla per lui, anche perché la sua consorte Sadie, bella ma esuberante, non è mai andata loro a genio, la famiglia Goodenough, originaria del Connecticut, si è trasferita da quasi un decennio anni in una delle zone più remote della Grande palude nera. 
Giunti con ben poche risorse, lo spirito di pioniere di James lo spinge ad accettare una sfida tanto ardua quanto allettante: la legge dell’Ohio riconosce la proprietà se in seguito ad un controllo risulti che l’occupante ha piantato almeno 50 alberi. Da patito degli alberi quale è, si mette dunque all’opera mettendo a dimora meli, molti dei quali si è portato come piantine ereditate (ed in ricordo) della famiglia. Dal canto suo Sadie, dallo spirito più espansivo e focoso è bon vivant, fatica a sopportare la portata del cambiamento e l’isolamento che ne è conseguito: i vicini più prossimi, i Day sono ad alcune ore di cammino, e doversi recare per affari o acquisti a Perrysburg, città più vicina, richiede di restare alcuni giorni lontano da casa. Non le resta quindi altro da fare se non occuparsi della casa e dei 5 figli, sebbene con poca propensione. Il suo unico passatempo per spezzare la monotonia si rivelerebbe soltanto l’acquavite - distillata dal sidro -, se periodicamente facesse capolino lo stravagante venditore itinerante di alberi John Chapman: vive a contatto con la natura, è vegetariano ed è diffidente verso l’innesto; circostanze in cui lei è affascinata dall’ospite e lui diventa più vigile verso i due. È dunque inevitabile che, dato che l’altra metà dei loro figli è deceduta, ed è esaurita la loro passione, litighino e abbiano delle baruffe; lei vorrebbe più mele per sidro, mentre lui da tavola; e Sadie intende danneggiare gli alberi. 
Tra i loro figli (Sal, Caleb, Nathan) i più sensibili e coscienziosi sono Robert e Martha: acuto ad osservare quanto vede intorno a sé (impara a sperimentare da sé un innesto visto poc’anzi), e capace di espressioni che sanno indurre i genitori a riflettere; e lei, sebbene sia la più piccola, è già una massaia operosa e precisa. 
La crescente insofferenza di Sadie si manifesta in alcune circostanze. Una volta ordina a Martha di usare le pregiate Golden (adorate da James) per una torta, ma che costa alla bambina la punizione paterna. A primavera, recati a Perrysburg per le commissioni stagionali, si allontana dagli altri e inebriata dall’alcool si abbandona a scene che suscitano le attenzioni negative della folla – fa sesso in pubblico – e causa lo sdegno di James. Tornati a casa, mesi dopo, quasi tutti sono costretti a letto dalla malaria; devono quindi accettare l’aiuto - indesiderato - dei Day. Ristabiliti, è tempo del raccolto; ancora una volta James mette l’importanza di alberi e mele innanzi a tutto il resto; nel frattempo la scorta di acquavite scarseggia. Sadie decide allora di abbattere con la scure i meli amati tanto ossessivamente dal marito, che cercando di ostacolarla muore, e con un colpo di coda la uccide a sua volta. Agonizzante, rivela a Robert che potrebbe essere figlio dello zio Charlie. 
Di fronte a le due morti incidentali, Robert fugge via subito dalla casa e inizia a girovagare in vari stati confederati, intraprende i lavori più disparati, coll’intento di non tornare mai più e di raggiungere la costa del pacifico. Di tanto in tanto scrive ai fratelli e sorelle superstiti, ma senza ottenere alcuna risposta. Pervenuto in California, conosce il botanico William Lobb di cui diventa allievo ed assistente raccoglie con lui pigne e virgulti di sequoie da imbarcare e spedire a enti naturalistici e facoltosi uomini britannici che intendono impiantare tali alberi in Gran Bretagna. Tra l'altro lo informa che probabilmente la Golden tanto stimata da suo padre è presumibilmente una Pitmaston. E poiché Lobb deve rientrare in patria, gli lascia il compito di portare avanti il suo lavoro in autonomia. Durante un sopralluogo si imbatte in una vecchia conoscenza Molly Jones: donna gioviale e di mondo che aveva condotto un'esperienza simile alla sua e con cui era stato insieme in più occasioni. Anni dopo in seguito al ritorno di Lobb, ormai pratico del lavoro, di ritorno da una trasferta ha la sorpresa di ricevere una visita del tutto inattesa: sua sorella Martha. 
La ritrova ormai prossima al parto (forse incestuoso); ella conferma che i genitori morirono nella infausta lite, narra di come siano ormai i soli superstiti: i loro fratelli Nathan, Sal sono defunti. Per un periodo era stata nella casa dei Day, per poi scapparne via. Per uno successivo aveva abitato con Caleb, ma avendo avuto con lui vicende burrascose fra loro – tra l’altro aveva ricevuto alcune sue lettere alla famiglia, ma scoprì che il fratello aveva intercettato la corrispondenza – era fuggita, e raggiunta la costa atlantica decise di raggiungerlo viaggio via nave facendo il giro e doppiando il Sudamerica. 
Peraltro, per sua ulteriore sorpresa, riceve la visita di Molly, anche lei incinta. Dal canto loro i Lapham, oramai divenuti suoi amici, sono lieti di vedere questa nuova compagnia. Pochi giorni dopo giunge il travaglio di Martha; Robert però, dovendo compiere una delle sue trasferte per prelevare esemplari, è costretto a stare lontano alcuni giorni. Tornato, scopre amaramente che anche la sua ultima famigliare ha lasciato per sempre lui ed il bebè a causa di una emorragia post parto. Pochi giorni dopo partorisce anche Molly. 
Frattanto i tempi sono maturi per la nuova spedizione di Lobb. Dal momento che l’equipaggio non ha membri adatti a salvaguardare il carico, concordano che Robert e famiglia salperanno dunque a tal fine, dove inizieranno una nuova vita.